# والاسي كوستا ألفيس
والاسي كوستا ألفيس مواليد 13 أغسطس 1986 في ريو دي جانيرو، هو لاعب كرة قدم برازيلي يلعب مع نادي اليرموك كمدافع.

## روابط خارجية
- والاسي كوستا ألفيس على موقع قاعدة بيانات كرة القدم.إي يو (الإنجليزية)
- والاسي كوستا ألفيس على موقع Soccerway.com (الإنجليزية)